# Czerwona Polana (obwód ługański)
Czerwona Polana (ukr. Червона Поляна) – wieś na Ukrainie, w obwodzie ługańskim, w faktycznie niefunkcjonującym rejonie roweńkowskim, od 2014 pod kontrolą marionetkowej, zależnej od Rosji Ługańskiej Republiki Ludowej. W 2001 liczyła 3294 mieszkańców.